# Vadim Perelman
Vadim Perelman (em ucraniano: Перельман Вадим; nascido em 8 de setembro de 1963 em Kiev) é um diretor de cinema e cineasta ucraniano radicado nos Estados Unidos. Perelman fez seu filme de estréia como diretor em 2003 com House of Sand and Fog, após uma bem sucedida carreira como diretor comercial. O filme, indicado a três Oscars, também marca o seu primeiro roteiro de crédito. Perelman foi atraído para a história, tendo sido moldado por seus próprios imigrantes em experiência.

## Vida
Nascido em Kiev, em seguida, parte da antiga União Soviética (1917-1991).
Perelman era uma única criança que vivia com sua prorrogado família judaica em comunais plano. Quando tinha apenas nove anos de idade, seu pai foi morto em um acidente de carro.
Cinco anos depois, Perelman e sua mãe foram autorizados a deixar Kiev e chegou a Europa Ocidental. Eles viviam em Viena há dois meses quando se mudou para Roma (Itália), onde viviam em extrema pobreza.
Lembrando que o período, Perelman se compara com as crianças em Luis Buñuel: 

"s Los Olvidados - uma rua ouriço "sempre em busca de um naco de pão ou um golpe de recebimento. ao " Ele apoiou a si mesmo e sua jovem mãe desta forma por um ano. Quando um visto canadense finalmente chegou, eles partiram para o país onde acabariam por Perelman construir uma nova vida e começar a sua carreira.
Depois de alguns anos, e adolescência tumultuosa, Perelman finalmente começou a se concentrar em sua educação formal. Ele freqüentou a Universidade de Alberta, especializado em física e matemática, antes de um ano de classe do segundo ano na produção de filmes mudou completamente seu foco. Movendo-se para Toronto, ele estudou cinema na Ryerson University 's prestigiosa Escola de Artes Imagem por dois anos, antes de lançar sua produção baseado em Toronto Casa própria, com a Canned Films. Depois de aperfeiçoar suas habilidades de direção e edição de vídeos de música, ele decidiu fazer a mudança para Los Angeles para continuar a sua carreira.
Durante os próximos três anos, Perelman dirigiu multinacionais comerciais de televisão para a Microsoft, General Motors, Panasonic, Nike, Airwalk, AT & T, Sony PlayStation, Coors e Mastercard, e vídeos musicais, incluindo Kelly Clarkson, " Because Of You", entre outros.

## Carreira
Perelman é conhecida por ser muito seletiva sobre seus projetos: "Eu não quero passar um ano da minha vida trabalhando em um filme que não ressoa comigo em um nível emocional. Desde ótimos roteiros são um bem raro, eu percebi que eu tenho que criar minha próprias oportunidades e não esperar por o projeto certo para vir - por sorte a sorrir para mim. " [carece de fontes?]
Com isso em mente, Perelman começaram a opção de direitos do filme para literária de obras. Ele descobriu Casa de Areia e Névoa de Andre Dubus III antes era um aclamado best-seller e um Oprah seleção. "Fechei o livro depois que eu terminei, e através das lágrimas conseguiu chamar meu agente para verificar em direitos. "
Perelman adaptou o romance para a tela, e passou a anexar Ben Kingsley e Jennifer Connelly para o projeto, levantadas, financiamento e estacionou à frente de seu primeiro longa-metragem.
Dreamworks adquiriram os direitos domésticos de distribuição e lançou o filme que ganhou grande aclamação da crítica.
O segundo longa-metragem Perelman, O Medo de Morrer, foi baleado em 2006, em Connecticut. O filme, financiado independentemente pela 2929 Productions, lança estrelas como Uma Thurman e Evan Rachel Wood. É baseado no romance de mesmo nome por Laura Kasischke. Emil Stern adaptou o livro para a tela. Perelman produzido junto com Aimee Peyronnet e Katagas Anthony.